# Witness: The Tour
Witness: The Tour bylo čtvrté koncertní turné americké zpěvačky Katy Perry na podporu jejího pátého studiového alba Witness (2017). Zahájení turné proběhlo 19. září 2017 v Montrealu v Kanadě (Bell Centre) a skončilo na 21. srpna 2018 v Aucklandu (Spark Arena) na Novém Zélandu.
Na konci roku 2017 se turné umístilo na pozici 77 na žebříčku Pollstar "2017 Year-End Top 100 Worldwide Tours", přičemž se odhaduje, že zatím vydělalo 28,1 milionů dolarů a během roku se zúčastnilo 266 300 lidí. V červenci 2018 Pollstar zařadil turné na 14. místo v žebříčku "Mid 100 Top Worldwide Tours 2018" s 48,8 milióny dolary a 577 617 prodanými vstupenkami na 54 vystoupení, čímž celkově získalo 76,9 milionů dolarů a prodalo 844 000 vstupenek.

## Produkce

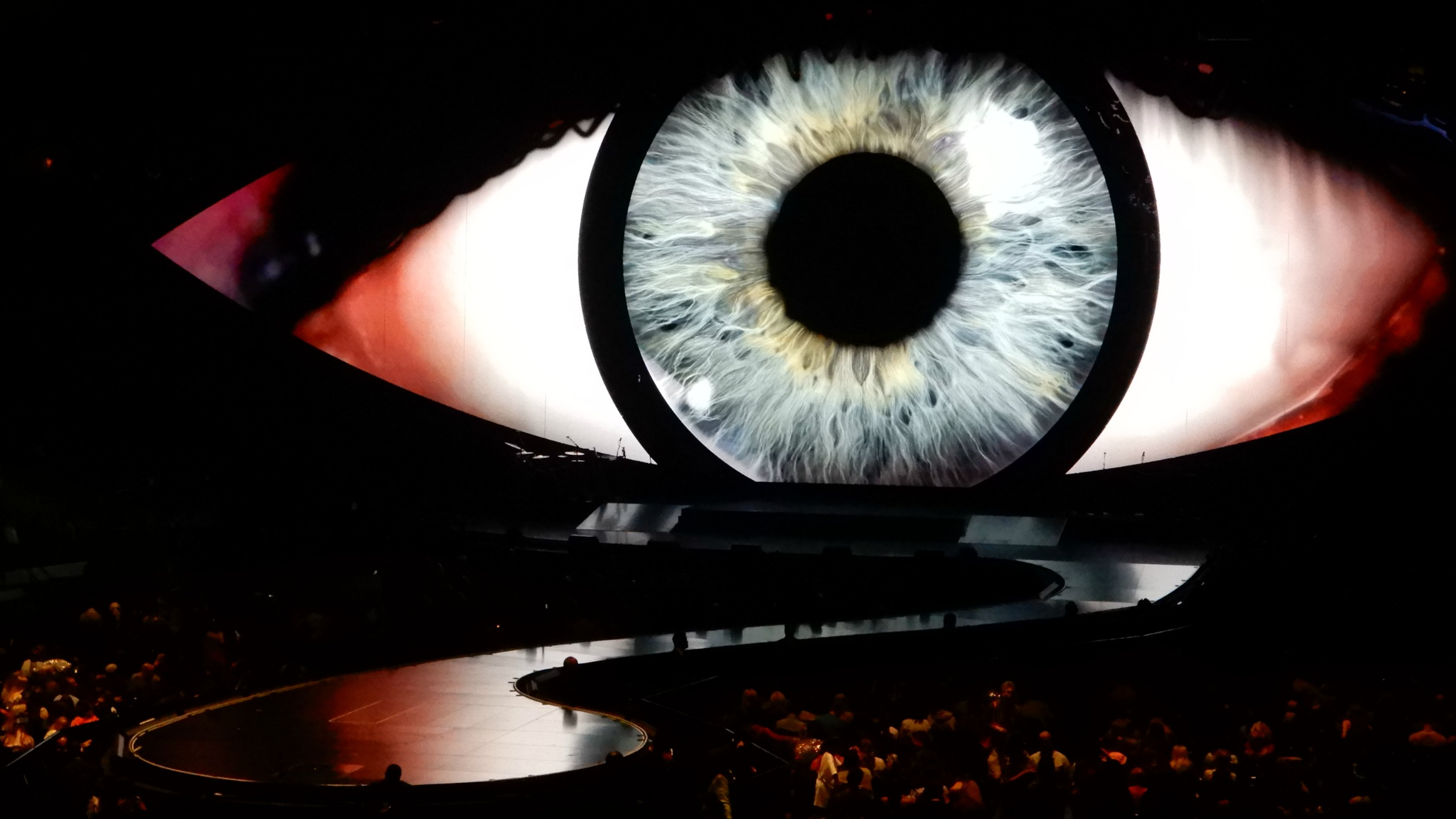
Obrazovka stylizovaná oku a pódium jako slza

Perry oznámila 15. května 2017, že její páté album Witness vyjde 9. června 2017, také oznámila, že se vydá na turné na podporu alba, zároveň oznámila první data turné pro Severní Ameriku. Kopie alba obsahovaly také přeobjednané lístky. Jeden dolar z každého lístku poputoval do Boys & Girls Clubs of America.
První část turné vedla Severní Amerikou napříč USA a Kanadou. V říjnu oznámila Perry přidání koncertů v Mexiku. Tato část začala v září 2017 a skončila v únoru 2018. 17. srpna zpěvačka oznámila, že start turné se přesouvá ze 7. září na 19. září a všechny koncerty v této době (7. září–19. září) byly přesunuty kromě koncertu v Buffalu, který byl zrušen. Ve stejný den potvrdila předskokany pro první část turné.
Druhá část turné byla oznámena 2. června 2017 jako evropská část. Tato část probíhala od května do června 2018. 28. února 2018 byl přidán koncert 28. června 2018 ve španělské Barceloně a koncert 30. června 2018 v rámci Rock in Rio v Lisabonu, Portugalsko. 6. března 2018 oznámila své dvě předskokankyně pro evropskou část turné.
Třetí část turné byla oznámena 30. června 2017 pro Austrálii. Tato část začala v červenci 2018 a skončila v srpnu 2018. O měsíc později byly přidány další koncerty z důvodu velkému zájmu. 9. května 2018 Perry přidala poslední dva koncerty – 28. července 2018 v Adelaide a 17. srpna 2018 v Sydney. 21. června 2018 byli oznámeni předskokani pro australskou část – pro koncerty v Perthu, Adelaide a Melbourne Starley a pro Brisbane, Sydney a novozélandský Auckland to je Zedd.
V říjnu 2017 byly oznámeny koncerty v Mexiku. Později byly přidány koncerty v Latinské Americe zahrnující Brazílii, jeden koncert v Chile, Argentině a Peru. Na začátku dubna 2018 Perry oznámila svou předskokankyni pro mexickou část, kterou je zpěvačka CYN, která je druhé interpretkou v Perryině hudebním vydavatelstvím UnSub Records.
Na podzim roku 2017 zpěvačka oznámila svůj úplně první koncert v jihoafrickém Johannesburgu na 20. července 2018. Pár dní po uvolnění lístku bylo z důvodu velkého zájmu přidány další dva koncerty. 16. května 2018 Perry oficiálně potvrdila své předskokaky pro jihoafrickou část turné, a to The Dolls a Elle B.
7. února 2018 zpěvačka přidala koncert v Jižní Koreji na 6. dubna 2018, který za deset minut po začátku prodeje byl zcela vyprodán.

### Witness: Coming Home
13. března 2018 Perry oznámila Witness: Coming Home, benefiční koncert, který se konal 19. května 2018 v jejím rodném městě Santa Barbaře, jehož výtěžek šel na pomoc po ničivým požárech v Kalifornii v roce 2017 a na odstranění bahnových proudů v Jižní Kalifornii. Perry spolupracuje s Santa Barbara Foundation, the 93108 Fund a The 805 UndocuFund, které všechny pomáhají členům komunit dostat všechny granty. Na benefiční koncert bylo vydáno 4 500 vstupenek.

## Setlist

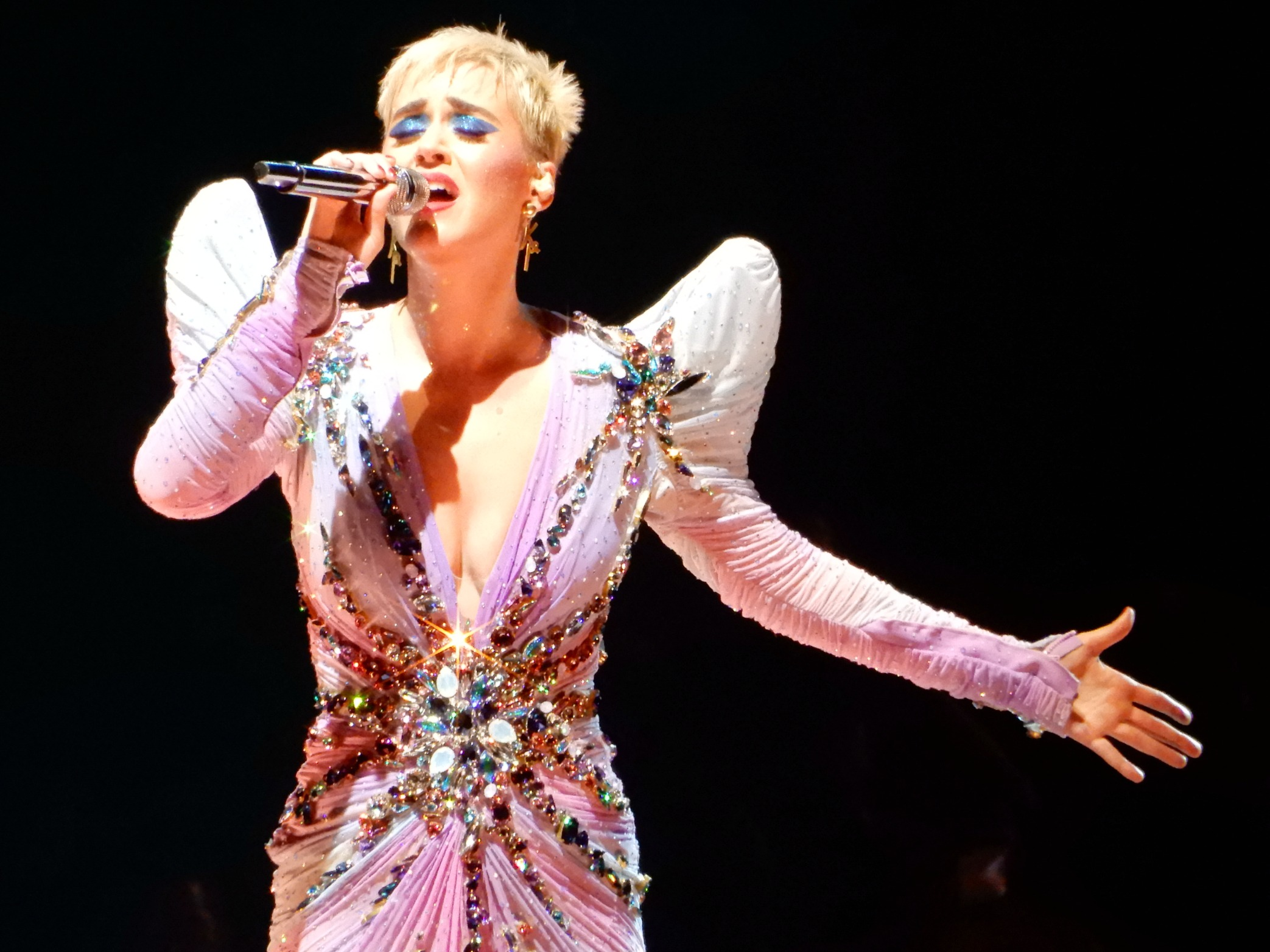
Perry uzavírající show písní "Firework"

Tento setlist se vztahuje ke koncertu v Vídni 4. června 2018.
Akt 1:
1. „Witness“
2. „Roulette“
3. „Dark Horse“
4. „Chained to the Rhythm“

Akt 2
1. „Teenage Dream“
2. „Hot n Cold“ / „Last Friday Night (T.G.I.F.)“
3. „California Gurls“
4. „I Kissed a Girl“

Akt 3
1. „Déjà Vu“
2. „Tsunami“
3. „E.T.“
4. „Bon Appétit“  / „What Have You Done for Me Lately“

Akt 4
1. „Wide Awake“
2. „Into Me You See“
3. „Power“

Akt 5
1. „Part of Me“
2. „Swish Swish“
3. „Roar“

Přídavek
1. „Pendulum“
2. „Firework“

Poznámky

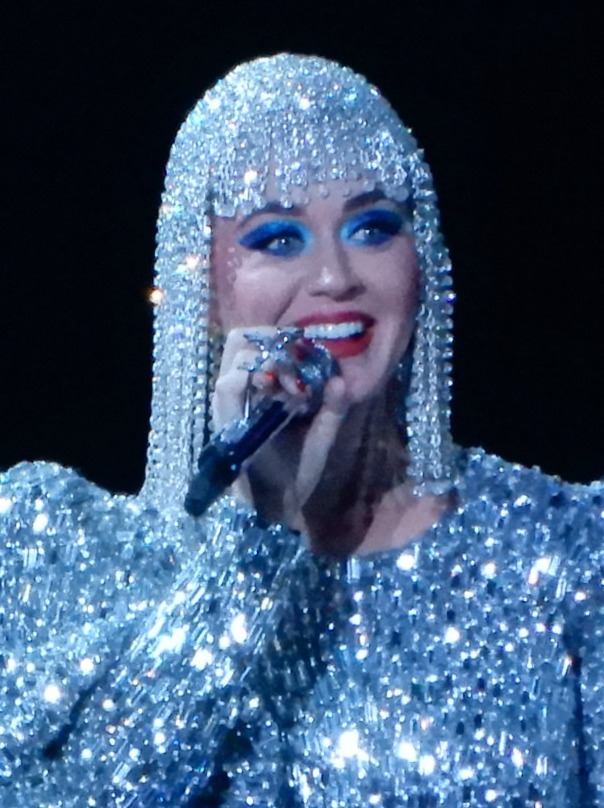
Perry v briliantovém kostýmu v newyourské Madison Square Garden

- Píseň „Hey Hey Hey“ Perry hrála během několika koncertů v Severní Americe před „Part of Me“, ale byla odstraněna.
- Píseň „Thinking of You“ byla od latinskoamerické části nahrazena písní „Wide Awake“
- Píseň „Save As Draft“ byla nahrazena po severoamerické části písní „Into Me You See“.
- S písní „Unconditionally“ vystupovala zpěvačky během latinskoamerické části. 18. března 2018 v Rio de Janeiro během této písně zpěvačka vzdala hold zesnulé brazilské aktivistce pro lidská práva Marielle Franco. Během této písně byly se zpěvačkou i příbuzné Marielle Franco. Píseň občasně zpívala během koncertů ve všech částí.
- Od koncertů v Mexico City zpěvačka zařadila píseň „Pendulum“ před „Firework“.
- 22. června 2018 v Manchesteru namísto „Into Me You See“ zazpívala píseň „By the Grace of God“ za obětavost při sebevražedný bombovém útoce v Manchester Areně. Také věnovala skladbu „Firework“ 22 obětem útoku.
- 28. června 2018 v Barceloně Perry zazpívala cover písně „One of Us“ od Joan Osborne namísto „Into Me You See“.

## Seznam koncertů
| Datum                          | Město                         | Stát                          | Místo                           | Předskokan                    | Účast                         | Příjem                        |
| První etapa – Severní Amerika  | První etapa – Severní Amerika | První etapa – Severní Amerika | První etapa – Severní Amerika   | První etapa – Severní Amerika | První etapa – Severní Amerika | První etapa – Severní Amerika |
| ------------------------------ | ----------------------------- | ----------------------------- | ------------------------------- | ----------------------------- | ----------------------------- | ----------------------------- |
| 19. září 2017                  | Montreal                      | Kanada                        | Bell Centre                     | Noah Cyrus                    | –                             | –                             |
| 21. září 2017                  | Uncasville                    | USA                           | Mohegan Sun Arena               | Noah Cyrus                    | 6,334 (96.64%)                | $1,704,881                    |
| 22. září 2017                  | Pittsburgh                    | USA                           | PPG Paints Arena                | Noah Cyrus                    | 8,577 (70.52%)                | $752,651                      |
| 24. září 2017                  | Columbus                      | USA                           | Schottenstein Center            | Noah Cyrus                    | –                             | –                             |
| 25. září 2017                  | Washington, D.C.              | USA                           | Capital One Arena               | Noah Cyrus                    | 11,503 (91.94%)               | $1,261,215                    |
| 29. září 2017                  | Boston                        | USA                           | TD Garden                       | Noah Cyrus                    | –                             | –                             |
| 30. září 2017                  | Boston                        | USA                           | TD Garden                       | Noah Cyrus                    | –                             | –                             |
| 2. října 2017                  | New York City                 | USA                           | Madison Square Garden           | Noah Cyrus                    | 21,688 (95.68%)               | $2,618,096                    |
| 6. října 2017                  | New York City                 | USA                           | Madison Square Garden           | Noah Cyrus                    | 21,688 (95.68%)               | $2,618,096                    |
| 8. října 2017                  | Newark                        | USA                           | Prudential Center               | Noah Cyrus                    | 10,067 (89.03%)               | $1,118,597                    |
| 9. října 2017                  | Quebec City                   | Kanada                        | Videotron Centre                | Noah Cyrus                    | 11,798 (92.90%)               | $996,542                      |
| 11. října 2017                 | Brooklyn                      | USA                           | Barclays Center                 | Noah Cyrus                    | 9,055 (77.31%)                | $1,002,705                    |
| 12. října 2017                 | Filadalfie                    | USA                           | Wells Fargo Center              | Noah Cyrus                    | –                             | –                             |
| 16. října 2017                 | Louisville                    | USA                           | KFC Yum! Center                 | Noah Cyrus                    | 9,192 (73.93%)                | $689,988                      |
| 18. října 2017                 | Nashville                     | USA                           | Bridgestone Arena               | Noah Cyrus                    | 8,276 (93.32%                 | $695,458                      |
| 22. října 2017                 | St. Louise                    | USA                           | Scottrade Center                | Noah Cyrus                    | –                             | –                             |
| 24. října 2017                 | Chicago                       | USA                           | United Center                   | Noah Cyrus                    | –                             | –                             |
| 25. října 2017                 | Chicago                       | USA                           | United Center                   | Noah Cyrus                    | –                             | –                             |
| 27. října 2017                 | Kansas City                   | USA                           | Sprint Center                   | Noah Cyrus                    | 8,507 (82.19%)                | $820,925                      |
| 31. října 2017                 | Toronto                       | Kanada                        | Air Canada Centre               | Noah Cyrus                    | –                             | –                             |
| 1. listopadu 2017              | Toronto                       | Kanada                        | Air Canada Centre               | Noah Cyrus                    | –                             | –                             |
| 7. listopadu 2017              | Los Angeles                   | USA                           | Staples Center                  | Purity Ring                   | –                             | –                             |
| 8. listopadu 2017              | Los Angeles                   | USA                           | Staples Center                  | Purity Ring                   | –                             | –                             |
| 10. listopadu 2017             | Los Angeles                   | USA                           | Staples Center                  | Purity Ring                   | –                             | –                             |
| 14. listopadu 2017             | San Jose                      | USA                           | SAP Center                      | Purity Ring                   | 10,770 (91.29%)               | $1,211,375                    |
| 24. listopadu 2017             | Salt Lake City                | USA                           | Vivint Smart Home Arena         | Purity Ring                   | –                             | –                             |
| 26. listopadu 2017             | Denver                        | USA                           | Pepsi Center                    | Purity Ring                   | 9,340 (48.65%)                | $1,097,949                    |
| 28. listopadu 2017             | Omaha                         | USA                           | CenturyLink Center Omaha        | Purity Ring                   | 10,017 (83.72%)               | $769,168                      |
| 29. listopadu 2017             | Tulsa                         | USA                           | BOK Center                      | Purity Ring                   | 10,243 (91.39%)               | $672,842                      |
| 1. prosince 2017               | Saint Paul                    | USA                           | Xcel Energy Center              | Purity Ring                   | –                             | –                             |
| 2. prosince 2017               | Des Moines                    | USA                           | Wells Fargo Arena               | Purity Ring                   | –                             | –                             |
| 4. prosince 2017               | Milwaukee                     | USA                           | BMO Harris Bradley Center       | Purity Ring                   | –                             | –                             |
| 6. prosince 2017               | Detroit                       | USA                           | Little Caesars Arena            | Purity Ring                   | 11,475 (100%)                 | $895,084                      |
| 7. prosince 2017               | Grand Rapids                  | USA                           | Van Andel Arena                 | Purity Ring                   | –                             | –                             |
| 9. prosince 2017               | Indianapolis                  | USA                           | Bankers Life Fieldhouse         | Purity Ring                   | 9,595 (100%)                  | $871,077                      |
| 10. prosince 2017              | Cleveland                     | USA                           | Quicken Loans Arena             | Purity Ring                   | 8,744 (76.88%)                | $896,760                      |
| 12. prosince 2017              | Atlanta                       | USA                           | Philips Arena                   | Purity Ring                   | 8,782 (83.01%)                | $950,017                      |
| 15. prosince 2017              | Tampa                         | USA                           | Amalie Arena                    | Purity Ring                   | 9,334 (80.78%)                | $981,256                      |
| 17. prosince 2017              | Orlando                       | USA                           | Amway Center                    | Purity Ring                   | 10,071 (89.17%)               | $1,145,356                    |
| 20. prosince 2017              | Miami                         | USA                           | American Airlines Arena         | Purity Ring                   | 12,754 (100%)                 | $1,570,092                    |
| Asie                           |                               |                               |                                 |                               |                               |                               |
| 31. prosince 2017              | Abu Dhabí                     | Spojené arabské emiráty       | du Arena                        | Martin Avari                  | 20,000 / 20,000               | $2,100,000                    |
| První etapa – Severní Amerika  |                               |                               |                                 |                               |                               |                               |
| 5. ledna 2018                  | New Orleans                   | USA                           | Smoothie King Center            | Carly Rae Jepsenová           | –                             | –                             |
| 7. ledna 2018                  | Houston                       | USA                           | Toyota Center                   | Carly Rae Jepsenová           | 9,655 (92.55%)                | $1,139,385                    |
| 10. ledna 2018                 | San Antonio                   | USA                           | AT&T Center                     | Carly Rae Jepsenová           | 12,637 (100%)                 | $956,673                      |
| 12. ledna 2018                 | North Little Rock             | USA                           | Verizon Arena                   | Carly Rae Jepsenová           | 10,270 (85.58%)               | $793,991                      |
| 14. ledna 2018                 | Dallas                        | USA                           | American Airlines Center        | Carly Rae Jepsenová           | 11,341 (100%)                 | $1,455,098                    |
| 19. ledna 2018                 | Glendale                      | USA                           | Glendale                        | Carly Rae Jepsenová           | –                             | –                             |
| 20. ledna 2018                 | Las Vegas                     | USA                           | T-Mobile Arena                  | Carly Rae Jepsenová           | 12,944 (92.81%)               | $1,230,517                    |
| 31. ledna 2018                 | Sacramento                    | USA                           | Golden 1 Center                 | Carly Rae Jepsenová           | 10,635 (96.47%)               | $1,206,081                    |
| 2. února 2018                  | Portland                      | USA                           | Moda Center                     | Carly Rae Jepsenová           | 11,756 (93.82%)               | $1,144,786                    |
| 3. února 2018                  | Tacoma                        | USA                           | Tacoma Dome                     | Carly Rae Jepsenová           | 17,136 (95.36%)               | $1,436,723                    |
| 5. února 2018                  | Vancouver                     | Kanada                        | Rogers Arena                    | Carly Rae Jepsenová           | 22,888 (92.13%)               | $1,761,537                    |
| 6. února 2018                  | Vancouver                     | Kanada                        | Rogers Arena                    | Carly Rae Jepsenová           | 22,888 (92.13%)               | $1,761,537                    |
| Druhá etapa – Latinská Amerika |                               |                               |                                 |                               |                               |                               |
| 8. března 2018                 | Santiago                      | Chile                         | Pista Atlética Estadio Nacional | Augusto Schuster              | 15,336 (69.11%)               | $1,409,543                    |
| 11. března 2018                | Buenos Aires                  | Argentina                     | Club Ciudad                     | Lali Esposito                 | 11,369 (85.43%)               | $999,068                      |
| 14. března 2018                | Porto Alegre                  | Brazílie                      | Arena do Grêmio                 | Bebe Rexha Valéria            | 13,989 (95.12%)               | $1,161,742                    |
| 17. března 2018                | São Paulo                     | Brazílie                      | Allianz Parque                  | Bebe Rexha                    | 37,284 (100%)                 | $2,926,365                    |
| 18. března 2018                | Rio de Janeiro                | Brazílie                      | Praça da Apoteose               | Bebe Rexha                    | 11,888 (88.00%)               | $808,049                      |
| 21. března 2018                | Lima                          | Peru                          | Jockey Club Parcela H           | Bebe Rexha                    | 8,036 (87.96%)                | $653,722                      |
| Třetí etapa – Asie             |                               |                               |                                 |                               |                               |                               |
| 27. března 2018                | Saitama                       | Japonsko                      | Saitama Super Arena             | –                             | 100,500                       | $13,513,782                   |
| 28. března 2018                | Saitama                       | Japonsko                      | Saitama Super Arena             | –                             | 100,500                       | $13,513,782                   |
| 30. března 2018                | Hongkong                      | Hongkong                      | AsiaWorld–Arena                 | –                             | 100,500                       | $13,513,782                   |
| 2. dubna 2018                  | Manila                        | Filipíny                      | Mall of Asia Arena              | –                             | 100,500                       | $13,513,782                   |
| 4. dubna 2018                  | Tchaj-pej                     | Tchaj-wan                     | Taipei Arena                    | –                             | 100,500                       | $13,513,782                   |
| 6. dubna 2018                  | Seoul                         | Jižní Korea                   | Gocheok Sky Dome                | –                             | 100,500                       | $13,513,782                   |
| 8. dubna 2018                  | Singapur                      | Singapur                      | Singapore Indoor Stadium        | Zedd                          | 100,500                       | $13,513,782                   |
| 10. dubna 2018                 | Bangbok                       | Thajsko                       | Impact Arena                    | India Carney                  | 100,500                       | $13,513,782                   |
| 14. dubna 2018                 | Jakarta                       | Indonésie                     | Indonesia Convention Exhibition | –                             | 100,500                       | $13,513,782                   |
| Čtvrtá etapa – Severní Amerika |                               |                               |                                 |                               |                               |                               |
| 3. května 2018                 | Mexico City                   | Mexiko                        | Arena Ciudad de Mexico          | CYN                           | 44,000 / 44,000               | $2,872,449                    |
| 4. května 2018                 | Mexico City                   | Mexiko                        | Arena Ciudad de Mexico          | CYN                           | 44,000 / 44,000               | $2,872,449                    |
| 8. května 2018                 | Monterrey                     | Mexiko                        | Arena Monterrey                 | CYN                           | 29,000 / 29,000               | $1,722,614                    |
| 9. května 2018                 | Monterrey                     | Mexiko                        | Arena Monterrey                 | CYN                           | 29,000 / 29,000               | $1,722,614                    |
| 11. května 2018                | Guadalajara                   | Mexiko                        | Arena VFG                       | CYN                           | 10,359 / 10,445               | $1,093,943                    |
| 19. května 2018                | Santa Barbara                 | USA                           | Santa Barbara Bowl              | –                             | –                             | –                             |
| Pátá etapa – Evropa            |                               |                               |                                 |                               |                               |                               |
| 23. května 2018                | Kolín nad Rýnem               | Německo                       | Lanxess Arena                   | Tove Styrke                   | 15,311 (99.98%)               | $1,330,383                    |
| 24. května 2018                | Antwerpy                      | Belgie                        | Sportpaleis                     | Tove Styrke                   | 15,025 (70.97%)               | $1,255,551                    |
| 26. května 2018                | Amsterdam                     | Nizozemsko                    | Ziggo Dome                      | Tove Styrke                   | –                             | –                             |
| 27. května 2018                | Amsterdam                     | Nizozemsko                    | Ziggo Dome                      | Tove Styrke                   | –                             | –                             |
| 29. května 2018                | Paříž                         | Francie                       | AccorHotels Arena               | Tove Styrke                   | 29,647 (95.88%)               | $2,841,439                    |
| 30. května 2018                | Paříž                         | Francie                       | AccorHotels Arena               | Tove Styrke                   | 29,647 (95.88%)               | $2,841,439                    |
| 1. června 2018                 | Curych                        | Švýcarsko                     | Hallenstadion                   | Tove Styrke                   | 12,000 (100%)                 | $1,046,880                    |
| 2. června 2018                 | Bologna                       | Itálie                        | Unipol Arena                    | Tove Styrke                   | 12,706 (100%)                 | $1,134,752                    |
| 4. června 2018                 | Vídeň                         | Rakousko                      | Wiener Stadthalle               | Tove Styrke                   | –                             | –                             |
| 6. června 2018                 | Berlín                        | Německo                       | Mercedes-Benz Arena             | Tove Styrke                   | –                             | –                             |
| 8. června 2018                 | Kodaň                         | Dánsko                        | Royal Arena                     | Tove Styrke                   | –                             | –                             |
| 10. června 2018                | Stockholm                     | Švédsko                       | Ericsson Globe                  | Tove Styrke                   | –                             | –                             |
| 14. června 2018                | Londýn                        | Anglie                        | The O2 Arena                    | Hailee Steinfeld              | 25,913 (87.52%)               | $2,194,680                    |
| 15. června 2018                | Londýn                        | Anglie                        | The O2 Arena                    | Hailee Steinfeld              | 25,913 (87.52%)               | $2,194,680                    |
| 18. června 2018                | Birmingham                    | Anglie                        | Barclaycard Arena               | Hailee Steinfeld              | 9,264 (82.85%)                | $835,564                      |
| 19. června 2018                | Sheffield                     | Anglie                        | Sheffield Arena                 | Hailee Steinfeld              | 6,423 (69.43%)                | $500,720                      |
| 21. června 2018                | Liverpool                     | Anglie                        | Echo Arena                      | Hailee Steinfeld              | 6,565 (70.52%)                | $509,738                      |
| 22. června 2018                | Manchester                    | Anglie                        | Manchester Arena                | Hailee Steinfeld              | 10,558 (90.96%)               | $860,252                      |
| 24. června 2018                | Glasgow                       | Skotsko                       | SSE Hydro                       | Hailee Steinfeld              | 11,274 (98.44%)               | $911,064                      |
| 25. června 2018                | Newcastle                     | Anglie                        | Metro Radio Arena               | Hailee Steinfeld              | 5,715 (60.09%)                | $450,802                      |
| 28. června 2018                | Barcelona                     | Španělsko                     | Palau Sant Jordi                | Hailee Steinfeld              | –                             | –                             |
| 30. června 2018                | Lisabon                       | Portugalsko                   | Parque da Bela Vista            | Rock in Rio 2018              | Rock in Rio 2018              | Rock in Rio 2018              |
| Šestá etapa – Jižní Afrika     |                               |                               |                                 |                               |                               |                               |
| 18. července 2018              | Johannesburg                  | Jižní Afrika                  | Ticketpro Dome                  | The Dolls Elle B              | 39,616 (96.73%)               | $2,724,941                    |
| 20. července 2018              | Johannesburg                  | Jižní Afrika                  | Ticketpro Dome                  | The Dolls Elle B              | 39,616 (96.73%)               | $2,724,941                    |
| 21. července 2018              | Johannesburg                  | Jižní Afrika                  | Ticketpro Dome                  | The Dolls Elle B              | 39,616 (96.73%)               | $2,724,941                    |
| Sedmá etapa – Austrálie        |                               |                               |                                 |                               |                               |                               |
| 24. července 2018              | Perth                         | Austrálie                     | Perth Arena                     | Starley                       | 22,633 (98.44%)               | $1,978,590                    |
| 25. července 2018              | Perth                         | Austrálie                     | Perth Arena                     | Starley                       | 22,633 (98.44%)               | $1,978,590                    |
| 28. července 2018              | Adelaide                      | Austrálie                     | Adelaide Entertainment Centre   | Starley                       | –                             | –                             |
| 30. července 2018              | Adelaide                      | Austrálie                     | Adelaide Entertainment Centre   | Starley                       | –                             | –                             |
| 31. července 2018              | Adelaide                      | Austrálie                     | Adelaide Entertainment Centre   | Starley                       | –                             | –                             |
| 2. srpna 2018                  | Melbourne                     | Austrálie                     | Rod Laver Arena                 | Starley                       | 31,834 (70.74%)               | $3,390,085                    |
| 3. srpna 2018                  | Melbourne                     | Austrálie                     | Rod Laver Arena                 | Starley                       | 31,834 (70.74%)               | $3,390,085                    |
| 5. srpna 2018                  | Melbourne                     | Austrálie                     | Rod Laver Arena                 | Starley                       | 31,834 (70.74%)               | $3,390,085                    |
| 8. srpna 2018                  | Brisbane                      | Austrálie                     | Brisbane Entertainment Centre   | Zedd                          | 16,882 (90.04%)               | $1,836,124                    |
| 10. srpna 2018                 | Brisbane                      | Austrálie                     | Brisbane Entertainment Centre   | Zedd                          | 16,882 (90.04%)               | $1,836,124                    |
| 13. srpna 2018                 | Sydney                        | Austrálie                     | Qudos Bank Arena                | Zedd                          | –                             | –                             |
| 14. srpna 2018                 | Sydney                        | Austrálie                     | Qudos Bank Arena                | Zedd                          | –                             | –                             |
| 16. srpna 2018                 | Sydney                        | Austrálie                     | Qudos Bank Arena                | Zedd                          | –                             | –                             |
| 17. srpna 2018                 | Sydney                        | Austrálie                     | Qudos Bank Arena                | Zedd                          | –                             | –                             |
| 20. srpna 2018                 | Auckland                      | Nový Zéland                   | Spark Arena                     | Zedd                          | 18,800 (92.16%)               | $1,655,835                    |
| 21. srpna 2018                 | Auckland                      | Nový Zéland                   | Spark Arena                     | Zedd                          | 18,800 (92.16%)               | $1,655,835                    |
| Celkově                        | Celkově                       | Celkově                       | Celkově                         | Celkově                       | 1,273,559                     | $120,779,403                  |

## Zrušené koncerty
| Datum         | Město       | Země   | Místo                | Důvod                       |
| ------------- | ----------- | ------ | -------------------- | --------------------------- |
| 7. září 2017  | Columbus    | USA    | Schottenstein Center | Přesun na 24. září 2017     |
| 9. září 2017  | Montreal    | Kanada | Bell Centre          | Přesun na 19. září 2017     |
| 10. září 2017 | Quebec City | Kanada | Videotron Centre     | Přesun na 9. září 2017      |
| 12. září 2017 | Toronto     | Kanada | Air Canada Centre    | Přesun na 31. října 2017    |
| 13. září 2017 | Toronto     | Kanada | Air Canada Centre    | Přesun na 1. listopadu 2017 |
| 16. září 2017 | Buffalo     | USA    | KeyBank Center       | Opoždění výroby             |
| 18. září 2017 | Filadalfie  | USA    | Wells Fargo Center   | Přesun na 12. října 2017    |
| 27. září 2017 | Charlotte   | USA    | Spectrum Center      | Konflikt v plánování        |